# Шергин, Александр Петрович
Александр Петрович Шергин (30 августа 1898 года, д. Рассека, Вологодская губерния, Российская империя — 29 декабря 1975 года, Москва, СССР) — советский военно-морской деятель, капитан 1-го ранга.

## Биография
Родился 30 августа 1898 года в деревне Рассека, ныне Котласского района, Архангельской области. Русский.

### Гражданская война
С сентября 1918 года служил писарем-делопроизводителем военного порта Северо-Двинской флотилии. В составе Флотилии принимал участие в боях с англо-американскими интервентами на Северной Двине до их окончательного разгрома в феврале 1920 года.

### Межвоенные годы
С октября 1920 года слушатель Военно-морского училища имени М. В. Фрунзе. С мая 1924 года, после окончания училища, младший штурман крейсера «Аврора» Морских Сил Балтийского моря. С февраля 1925 года — слушатель Специальных курсов усовершенствования командного состава Морских Сил. С марта 1926 года, после окончания Курсов, служит минёром, а с сентября 1927 года — помощником командира подводной лодки «Коммунар» МСБМ. С февраля 1930 года — помощник командира подводной лодки Д-2 «Народоволец» МСБМ. С февраля 1931 года — командир подводной лодки «Комиссар» МСБМ. С декабря 1931 года — командир подводной лодки «Щ-301» МСБМ. С марта 1935 года — командир 21-го дивизиона подводных лодок КБФ. За выдающиеся заслуги в деле организации подводных и надводных морских сил Рабоче-Крестьянской Красной Армии и за успехи в боевой и политической подготовке краснофлотцев. Постановлением ЦИК СССР от 23 декабря 1935 года Шергин был награждён орденом Ленина.
С февраля 1938 года — слушатель Курсов усовершенствования командного состава Военно-морской академии Рабоче-Крестьянского Военно-Морского Флота имени К. Е. Ворошилова. С апреля 1938 года — командир 2-й бригады подводных лодок КБФ. С февраля 1938 года — начальник Штаба Краснознамённого Балтийского Флота. С октября 1939 года — командир Лиепайской Военно-морской базы КБФ. С января 1940 года — заведующий кафедрой Высшего военно-морского инженерного ордена Ленина училища имени Ф. Э. Дзержинского.

### Великая Отечественная война
С началом войны продолжал руководить кафедрой. В августе 1941 года училище было переведено из Ленинграда в город Правдинск Горьковской области. С ноября 1941 года — командир Молотовской Военно-морской базы Волжской Военной Флотилии. С января 1942 года — командир отряда строящихся кораблей в городе Горький. С августа 1942 года служит в Управлении подводного плавания ВМФ СССР: старший инспектор, с ноября 1943 года — начальник 1-го отдела.
Из наградного листа: Шергин работая с первых дней создания в Управлении подводного плавания ВМФ СССР изучая опыт подводной войны и боевой деятельности подводных лодок отечественного флота, флотов союзников и противника, извлекая из него всё ценное и необходимое для повышения боеспособности наших подводных лодок, умело обобщая его на основе выводов намечал практические мероприятия, которые изучались и проводились в жизнь на флотах. Помимо этого Шергин принимал активное участие в разработках новых тактических приемов и технических усовершенствований на имеющихся и проектируемых подводных лодках. Издаваемые им наставления и руководства как для подводных лодок, так и средств ПЛО, внесли весомый вклад в дело совершенствования боевой деятельности подводного флота СССР.
С марта 1945 года — начальник Управления подводного плавания ВМФ СССР
28 июня 1945 года за образцовое выполнение заданий командования, капитан 1-го ранга Шергин был награждён орденом Нахимова I степени.

### Послевоенное время
После войны служил на прежней должности. С сентября 1945 года служит в Главном Морском Штабе на должностях: заместитель начальника Отдела, с 1946 года — начальник Управления боевой подготовки Штаба. С 1950 года — заместитель начальника Военно-морского издательства. С 1951 года — член Научно-технического комитета ВМФ СССР. С 1953 года капитан 1-го ранга Шергин в запасе.
В соавторстве с Вершининым Д. А. и Еремеевым Л. М. написал книги: «Действия немецких подводных лодок во вторую мировую войну на морских сообщениях» и «Подводные лодки иностранных флотов во Второй Мировой войне», а также перевёл на русский язык, отредактировал и издал книгу американского биографа Роско Теодора «Боевые действия подводных лодок США во второй мировой войне».
Жил в Москве. Умер 29 декабря 1975 года. Похоронен в Москве на Ваганьковском кладбище (участок 32). 

## Награды
- два ордена Ленина (23.12.1935[7], 21.02.1945[8][9]);
- два ордена Красного Знамени (03.11.1944[9][10], 20.06.1949[9][11]);
- орден Нахимова I степени (28.06.1945)[12];
- орден Красной Звезды (22.02.1944)[13]
- медали, в том числе:
  - «XX лет Рабоче-Крестьянской Красной Армии» (1938)[7];
  - «За победу над Германией в Великой Отечественной войне 1941—1945 гг.» (1945)[14];
  - «За победу над Японией» (28.02.1946)[15]